# Novo Selo (Vrbovec)
Novo Selo is een plaats in de gemeente Vrbovec in de Kroatische provincie Zagreb. De plaats telt 100 inwoners (2001).